# شويتشي إيكيدا
شويتشي إيكيدا (باليابانية: 赤井 秀) هو ممثل ومؤدي اصوات ياباني، ولد في 2 ديسمبر 1949 في طوكيو.

## أدواره في الأنمي

### مسلسلات أنمي تلفزيونية
- أبطال الملاعب (1970) - شونجي هاياي
- غالاكسي إكسبرس 999 (1979) - نانامي
- موبايل سوت كاندام (1979) - شار أزنابل، اوكار دوبلن
- الرجل الخارق (1979) - شيميزو
- البدلة المتنقلة زيتا كاندام (1985) - كواترو باجينا
- سانت سيا (1986) - سكوربيو ميلو
- فوتون زيليون الأحمر (1987) - ميجر ماكس شيدو
- سيتي هانتر (1991) - كاواتا
- أسرار المحيط (1994) - كوت سيمبسون
- روروني كنشين (1996) - هيكو سيجورو
- ملفات قضية كيندايتشي (1997) - يويتشي يوكيمورا
- ون بيس (1999) - شانكس، دكتور هو
- المحقق كونان (2001) - شويتشي أكاي
- الفتاة المسلحة (2003) - فيرمي
- البدلة المتنقلة جاندام سيد ديستني (2004) - غيلبرت دوراندال
- مونستر (2004) - مارتن رسوتو
- الملازم كيرو (2004) - بايو نيشيزاوا
- تينجو تينغه (2004) - شين ناتسومي
- ناروتو (2005) - سازانامي/توكيتشي
- ذا لو أوف ويكي (2005) - مارغارتي
- أوتاواريرومنو (2006) - دي
- عروس سيتو (2007) - ماسا الصغيرة، اخ اكينو شيرانومي
- روزاريو + مصاص الدماء (2008) - كيو
- غولغو 13 (2008) - ميكالي
- ماجك كايتو (2010) - كوروبا تويتشي
- غينتاما (2011) - دارك فيدر
- هنتر x هنتر (2011) - كايت
- اورتنسيا ساغا (2021) - ديدر فالدو
- جناح بيردي: قصة بنات الغولف (2022) - ليو ميلافودين

### أوفا أنمي
- غنمو سنكي ليدا - زيل
- البدلة المتنقلة جاندام يونيكورن - فل فرونتال
- البدلة المتنقلة جاندام ذي أوريجين - شار أزنابل/إدوارد ماس
- بطولات أرسلان - هيلميس

### أفلام أنمي
- المحقق كونان - أكاي شويتشي
- ثلاثية أفلام البدلة المتنقلة جاندام - شار أزنابل
- البدلة المتنقلة جاندام: هجوم شار - شار أزنابل

## أدواره في ألعاب الفيديو
- سلسلة ألعاب سوبر روبوت وورز -
  - سوبر روبوت تايسن كومبليت بوكس - شار أزنابل
- كينجدوم هارتس 358/2 دايز - مارلوشا
- بيرسونا 5 - ماسايوشي شيدو

## أدواره في الدبلجة اليابانية
- حافة الهادي - هيرك هانسن

## وصلات خارجية
- شويتشي إيكيدا على موقع IMDb (الإنجليزية)
- شويتشي إيكيدا على موقع قاعدة بيانات الفيلم (الإنجليزية)
- شويتشي إيكيدا على موقع ANN person (الإنجليزية)
- نبذه عنه من موقع Animenewsnetwork.com